# Bacino idrico Ladybower
Il bacino idrico Ladybower è il più basso dei tre bacini situati nella Upper Derwent Valey nello Derbyshire (Inghilterra). Il fiume Derwent fluisce inizialmente attraverso il Bacino idrico Howden, poi per il bacino idrico Derwent ed infine attraverso il Ladybower.
L'acqua viene trattata da parte della Severn Trent presso la località di Bamford e scende verso il Derwent Valley Aqueduct per fornire acqua potabile ai paesi e alle città delle Midlands Orientali inglesi.
Il muro della diga fu costruito da una società scozzese di proprietà di Richard Baillie e figli, mentre i due viadotti, chiamati Ashopton e Ladybower, da una ditta londinese di Holloways. Entrambe le ditte incontrarono molti problemi quando nel 1939 scoppiò la seconda guerra mondiale, che rese la mano d'opera e le materie prime scarse.
Le dighe superiori vennero usate durante la seconda guerra mondiale come campi di pratica per lo squadrone 617 prima del raid aereo su Dambusters in Germania. Per commemorare questo avvenimento, il Battle of Britain Memorial Flight ogni tanto organizza parate aeree.
Il bacino fu costruito e messo in opera tra il 1935 ed il 1945. Venne inaugurato il 25 settembre 1945 dal re George VI accompagnato dalla regina Elisabetta. La costruzione del bacino vide la scomparsa del villaggio di Derwent, buona parte della struttura del quale fu visibile durante un'estate molto asciutta 14 anni dopo il riempimento del bacino.